# Stosunki izraelsko-meksykańskie
Stosunki izraelsko-meksykańskie – międzynarodowe relacje łączące Izrael i Meksyk.

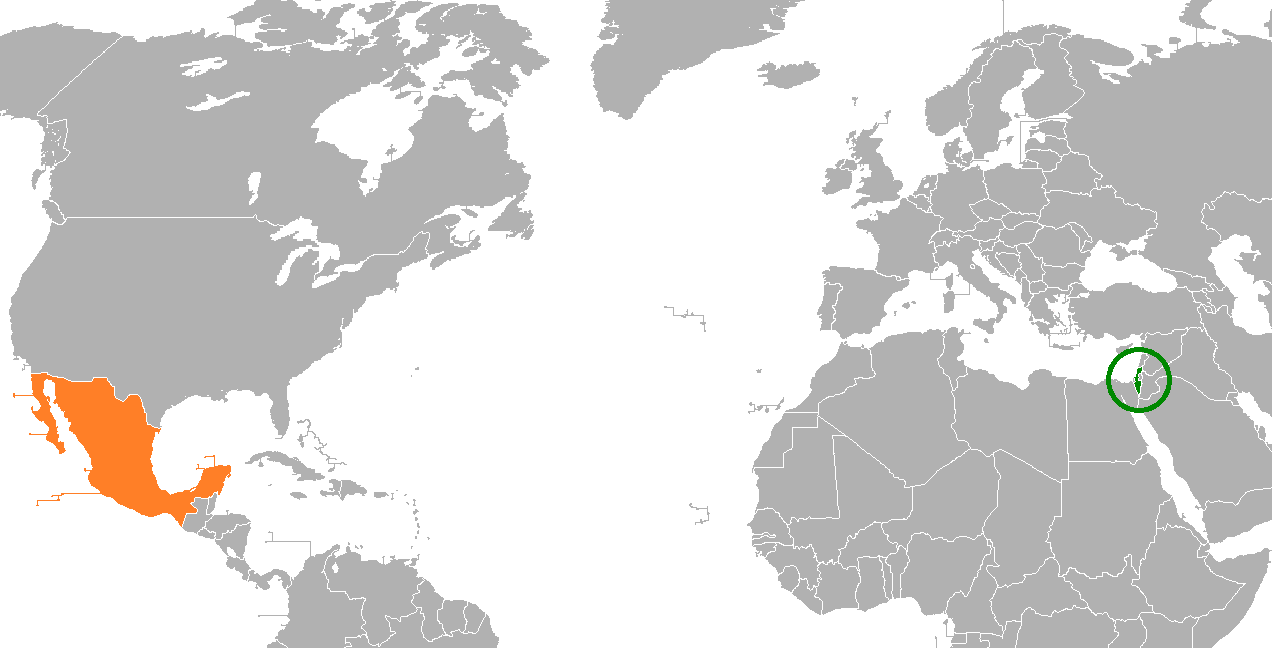
Lokalizacja Meksyku (pomarańczowy) i Izraela (zielony)

## Historia

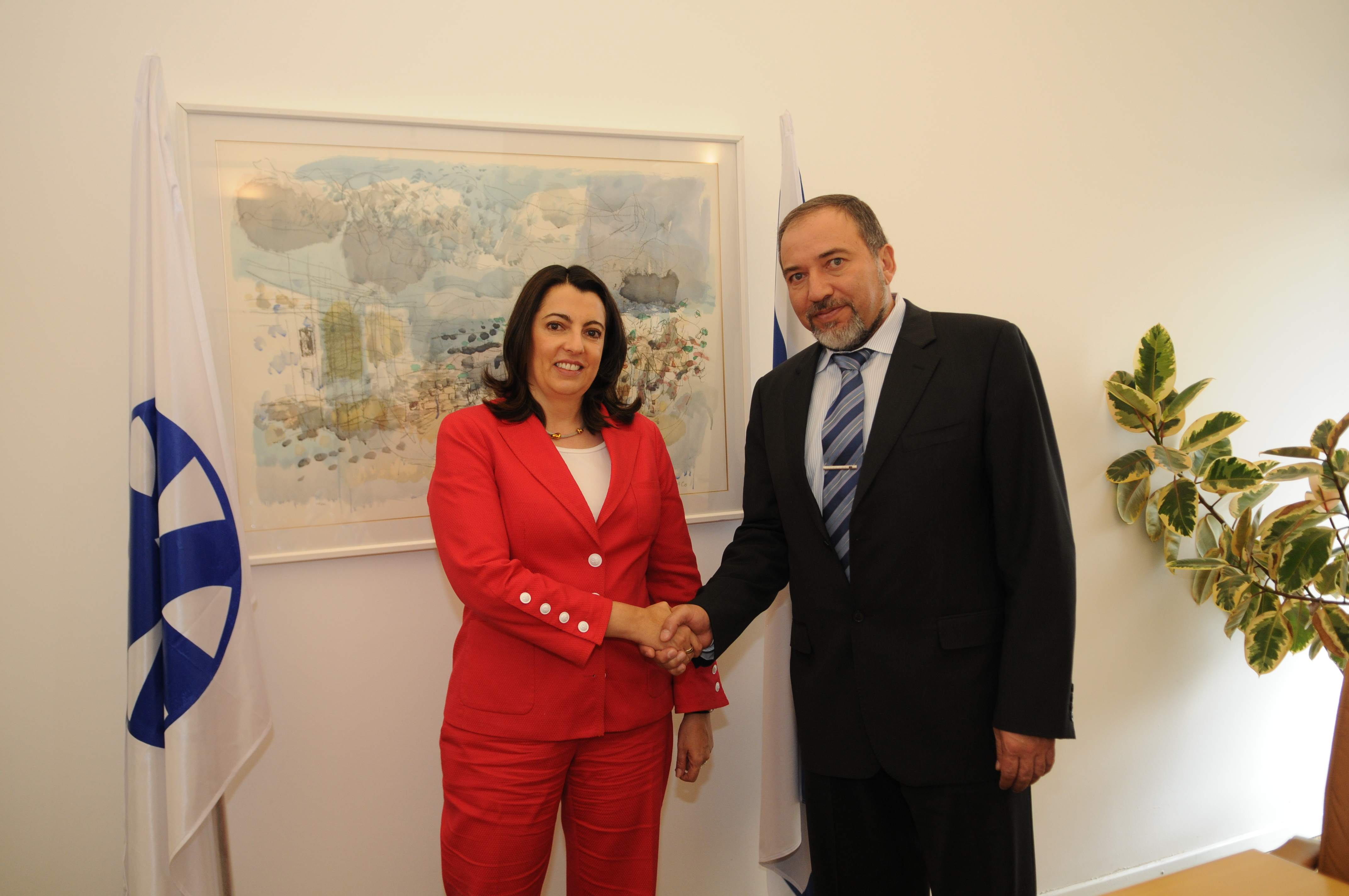
Meksykańska Podsekretarz Spraw Zagranicznych Lourdes Aranda Bezaury z izraelskim Ministrem Spraw Zagranicznych Awigdorem Liebermanem w 2009 roku

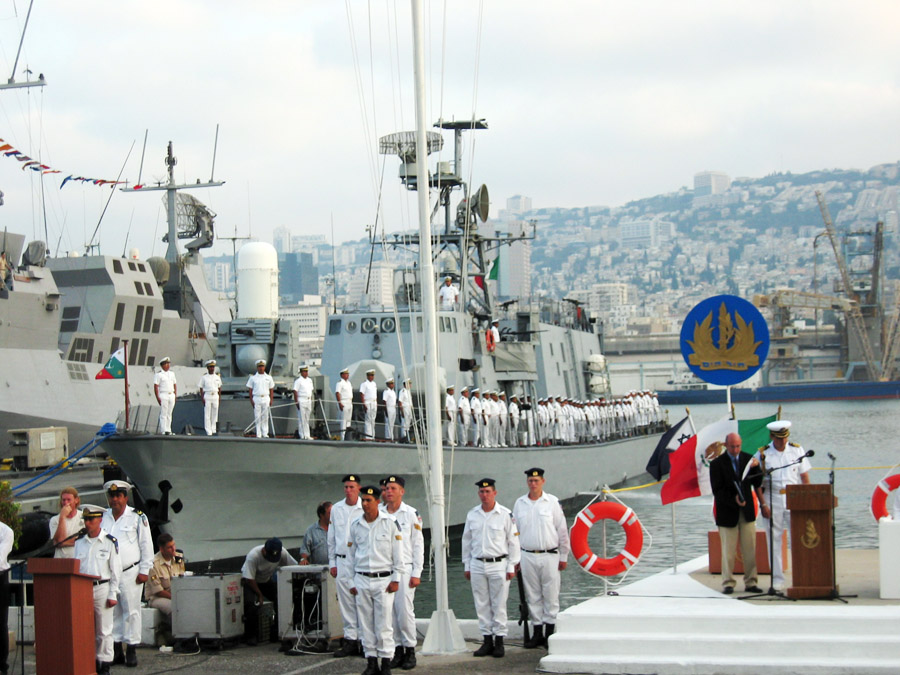
Uroczystość przekazania dwóch kutrów rakietowych Sa'ar 4.5 Izraelskiego Korpusu Morskiego Meksykańskiej Marynarce Wojennej w 2004 roku

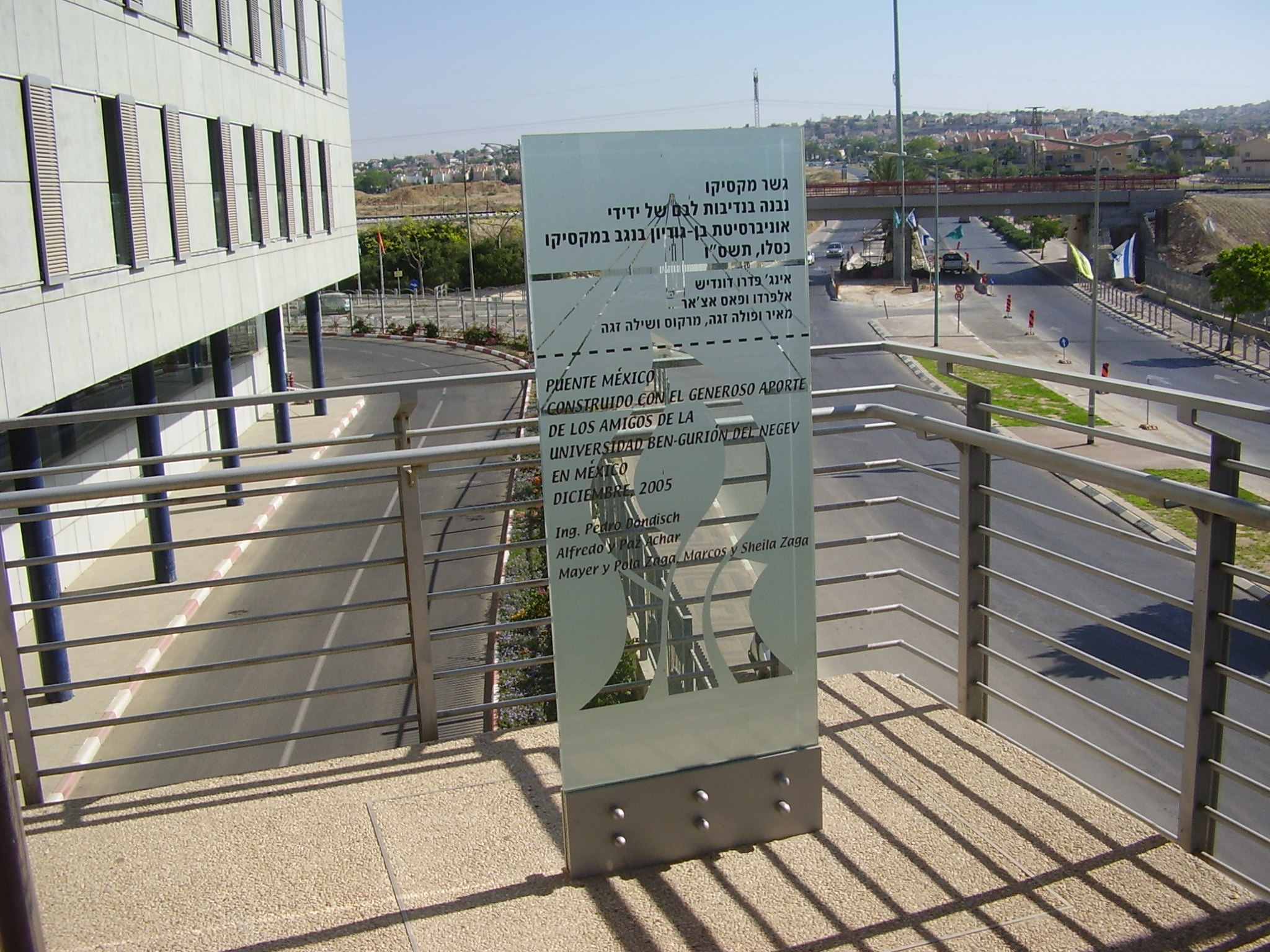
Tablica poświęcona Meksykowi na izraelskiej stacji kolejowej Be’er Szewa Cafon

Podczas głosowania nad rezolucją w sprawie podziału Mandatu Palestyny Meksyk był jednym z dziesięciu państw, które wstrzymały się od głosu. Meksyk uznał Izrael w 1950 roku, a stosunki dyplomatyczne między państwami zostały nawiązane 1 lipca 1952 roku. Izrael otworzył swoją ambasadę w mieście Meksyk, a Meksyk otworzył swoją ambasadę w Tel Awiwie w 1959 roku.
Obecnie relacje między obydwoma państwami opierają się na współpracy w ramach Organizacji Narodów Zjednoczonych i wzajemnym szacunku dla siebie. Na przestrzeni lat Meksyk i Izrael rozwinęły współpracę wojskową. W 2008 roku Meksyk zakupił izraelski sprzęt wojskowy o wartości 210 milionów USD. Izrael i Meksyk łączą także stosunki kulturowe i turystyczne. W 2013 roku obywatele Meksyku byli jedną z największych grup odwiedzających Izrael w celach turystycznych i religijnych. W 2012 roku oba państwa świętowały 60. rocznicę nawiązania stosunków dyplomatycznych. Oba państwa są członkami Organizacji Narodów Zjednoczonych i Organizacji Współpracy Gospodarczej i Rozwoju.

## Wizyty państwowe
Wizyty prezydentów Izraela w Meksyku:

- Prezydent Mosze Kacaw (2002)
- Prezydent Szimon Peres (2013)

Wizyty prezydentów Meksyku w Izraelu:

- Prezydent Luis Echeverría (1975)
- Prezydent Ernest Zedillo (2000)
- Prezydent Enrique Peña Nieto (2016)

## Handel
6 marca 2000 roku Izrael i Meksyk podpisały porozumienie o wolnym handlu. W 2010 roku handel dwustronny między dwoma państwami wyniósł 600 milionów USD. Izrael jest 42. największym partnerem handlowym Meksyku i największym na Bliskim Wschodzie. Meksyk eksportuje do Izraela m.in. ropę naftową, samochody, lodówki i owoce. Głównym towarami eksportowymi Izraela do Meksyku są produkty chemiczne, elektronika i leki.

## Placówki dyplomatyczne
Izrael posiada ambasadę w mieście Meksyk oraz trzy konsulaty honorowe: w Guadalajarze, Tijuanie i Monterrey. Meksyk posiada ambasadę w Tel Awiwie.